# Marina Anna Eich
Marina Anna Eich (Oberammergau, 17 de diciembre de 1976) es una actriz y productora de cine alemana. Además de relaciones públicas, agente de ventas y distribuidora International cinematográfica.

## Biografía y carrera
Tras graduarse de la escuela secundaria en Garmisch-Partenkirchen, Marina Anna Eich estudió español, inglés y francés en Ecuador, Canadá y Francia. Aprendió danza en la Academia de Danza de la Ópera de Leipzig y en la Universidad de Música y Artes Escénicas de Frankfurt.
Eich ha trabajado como actriz y bailarina en diversas producciones cinematográficas y televisivas. Desde el año 2000 hasta 2022, trabajó con WTP International como actriz, productora y responsable de las relaciones públicas, ventas y distribución. Coprodujo y actuó en la comedia Pentamagica (2003), los dramas Mein Traum oder Die Einsamkeit ist nie allein (2007) e Illusion (2013) los dramas eróticos 24/7 The Passion of Life (2005) y Engel mit schmutzigen Flügeln (2009), y en el thriller psicológico Die Wahrheit der Lüge (2012).
Su filmografía como actriz incluye, entre otros, papeles protagónicos en Todesrevue (2020), Break (2018), The Dark Side of Our Inner Space (2003), en Das Zimmer (2001), en Dann nenn es halt Liebe (2002) y en Zwang (2000).
En 2002, Eich fue honrada con el premio a la Mejor Actriz en la Noche de los Cortos Bávaros, en el American Film Market de Los Ángeles por su trabajo en Dann nenn es halt Liebe.
Marina Anna Eich también participa frecuentemente como miembro de jurados en festivales de cine internacionales. En España, ha formado parte de la representación germana del jurado en el Festival de Cine de Sitges y en el Festival de Cine Internacional de Orense de 2008, y en el Festival de Cine de Terror de Molins de Rei en 2014.

## Filmografía seleccionada

### Como productora y actriz
- 24/7 The Passion of Life (2005)
- Mein Traum oder Die Einsamkeit ist nie allein (2007)
- Engel mit schmutzigen Flügeln (2009)
- Die Wahrheit der Lüge (2012)

- Illusion (2013)

### Como actriz
- Jagd auf Amor (1999)
- Zwang (2000)
- Vienna (2000)
- Josephine (2000)
- Das Zimmer (2001)
- Dann nenn es halt Liebe (2002)
- Pentamagica (2003)
- The Dark Side of Our Inner Space (2003)
- Break – No Mercy, Just Pain! (2009)
- Der Geschmack von Leben (2018)
- Roland Rebers Todesrevue (2020)